# Lucimar (cantor)
Lucimar, nome artístico de Lucimar Pereira dos Santos (Filadélfia, 11 de março de 1961) é um cantor e compositor brasileiro.
É multi-instrumentista, produtor musical, arranjador e criador jingles (Pinã Colada, Cynar). 

## Biografia
Lucimar nasceu na fazenda Mariquinha, município de  Filadélfia-TO, filho de músico amador, cresceu ouvindo Jackson do Pandeiro, Luiz Gonzaga, Marinês, Filhos de Goiás, Silveira e Silveirinha entre outros. 
Aprendeu a tocar violão sozinho. Aos 16 anos entrou para uma banda de baile na cidade de Carolina (MA). Aos 18, migrou para São Paulo, onde passou a tocar na noite Paulistana.
Participou de inúmeras formações e grupos musicais, nos mais variados estilos, com destaque para o grupo MPB Trio do qual foi o idealizador e criador.
Em 1989, mudou-se para Portugal, onde também atuava fazendo shows, como líder da banda Os Virgens. Gravou os discos Tem Que Fazer um Carinho (2001), Brasilidade e Amor (2004) e o terceiro que se chama Interior (2007). De volta ao Brasil, passou a mostrar suas próprias canções aos produtores musicais que foram gravadas então por artistas de prestígio como Lucas e Luan, Guto e Nando, Sula Mazurega, Cláudia, Matão e Monteiro, Adalberto e Adriano, André e Adriano etc.
Nos anos 90 foi professor de cavaquinho, banjo e violão popular em Santo André - SP. 
Atuou em bandas de bailes na noite Paulistana e em Minas Gerais nos anos de 1996 a 2001.
Nos anos 2000 participou ainda de Amostras de Música do SESC-TO.
Em 2000 ficou conhecido nacionalmente através de intérpretes do porte de Leonardo (De Corpo e Alma), Chitãozinho e Xororó (De Vez em quando vem), Daniel (Um homem apaixonado / A primeira letra / Só seu amor não vai embora), Zezé Di Camargo e Luciano (Só amando é que se vive), Padre Marcelo Rossi (Nossa Senhora, Tema do Filme Maria - Mãe do Filho de Deus), Rick e Renner (É dez, é cem, é mil / Minha luz / Sentimento alado / Relax / Não quero, mas eu te amo), Peninha (Farol), Cézar & Paulinho (Quando o amor vira saudade), Pedro e Thiago (Coração de aprendiz), Marciano (Só da boca pra fora), Milionário e José Rico (Volta pra casa/ Em frente ao portão), Chico Rey & Paraná (Por um triz), Gilberto Barros e outros.
Em 2007 apresentou com grande sucesso no Teatro Fernanda Montenegro (Palmas) o Show Interior, onde interpretou canções do seu álbum Interior, acompanhado por músicos de renome como o baixista Duda Bass, o pianista e vocalista Renato Moreira, o baterista Samuel Teixeira e o cantor violonista Humberto Carlos. 
Em 2008 apresentou também com muito sucesso e no mesmo local o show Minhas Canções, onde cantou musicas famosas acompanhadas pelo baterista Samuel Teixeira, pianista Renato Moreira, Vocalista Nacha Moreto e do baixista Jorge Menares.

## Trilhas Sonoras
Compôs trilha sonora para a novela Amor e Ódio na emissora SBT e compôs temas de filmes como Corpos Perdidos na Estrada (Hélio Brito), Maria - Mãe do Filho de Deus (Moacir Góis, 2003), Ligeiramente Grávida, uma transa brasiliana (Hélio Brito). 
Lucimar é autor de temas de abertura programas de televisão como:
Alma Sertaneja (TVE Tocantins) Rancho Raízes (TVE Tocantins)
Alma de Caipira (TVE Tocantins e SBT)

## Discografia
- 2001 – Tem Que Fazer Um Carinho (CD)
- 2004 – Brasilidade e Amor (CD)
- 2007 – Interior' (CD)
- 2007 – Tocantando (CD, DVD)
- 2011 – Tocantinando (CD, DVD)
- 2013 – No Coração do Brasil (CD, DVD)
- 2014 – Piraquê (CD, DVD)
- 2015 – Sússia, Nosso Ritmo e sua Gente (CD)
- 2017 – Clã Destino (CD, DVD)
- 2019 – A Voz do Poeta (CD, DVD)

## Ligações Extarnas
- Lucimar no Facebook
- Lucimar no Instagram
- Vídeo no YouTube